# Богачёв, Павел Михайлович

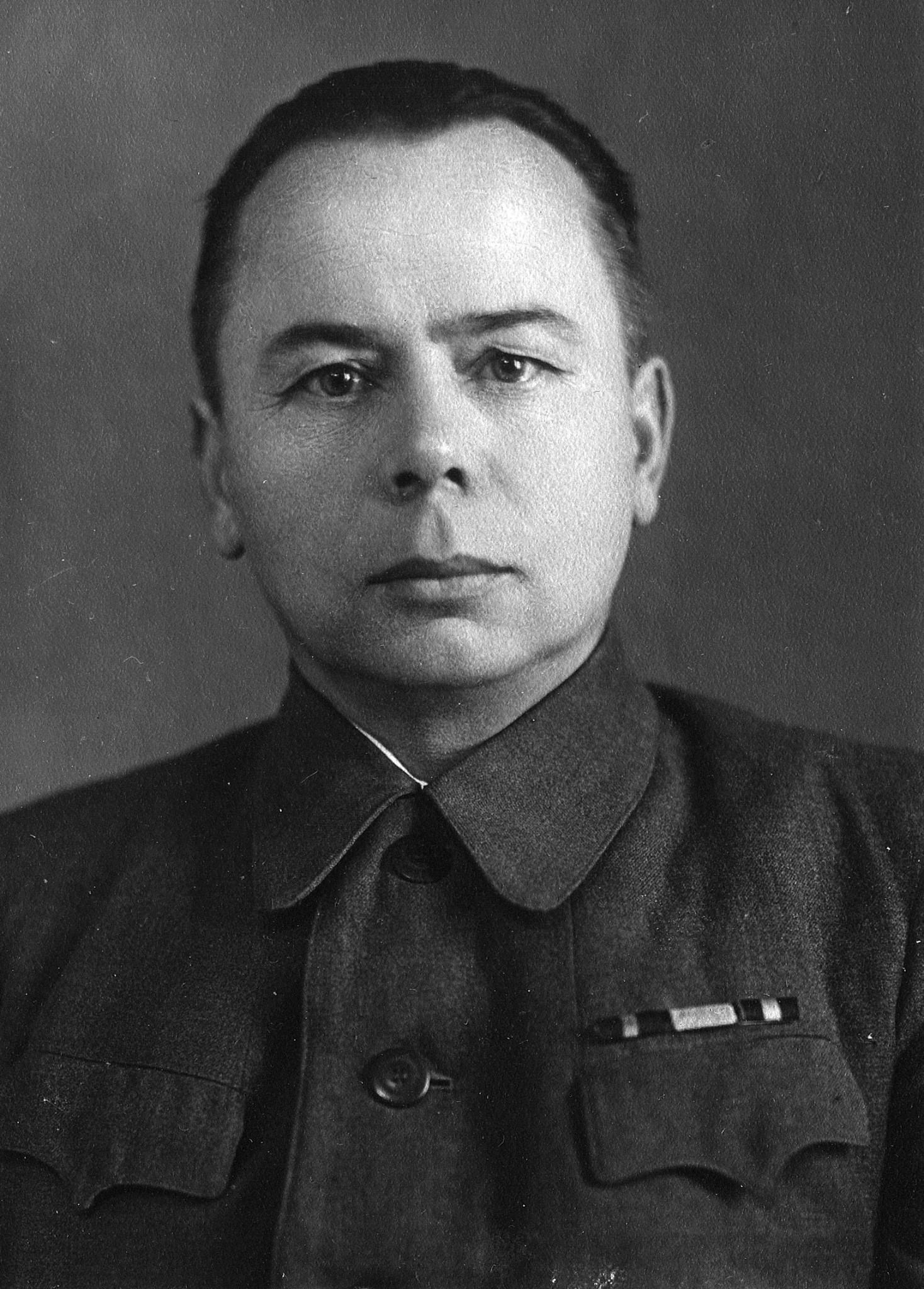
Богачёв Павел Михайлович

Павел Михайлович Богачёв (5 ноября 1902, Деревнища, Буйский уезд, Костромская губерния, Российская империя — 18 сентября 1962, Москва, СССР) — советский библиотечный и общественный деятель и историк, Директор ГБЛ (1953—59).

## Биография
Родился 5 ноября 1902 года в Деревнице. В 1921 году поступил в Ярославский педагогический институт, который он окончил в 1926 году. Сразу же после окончания института переехал в Москву и устроился на работу в ГБЛ в качестве библиотекаря, в 1941 году в связи с началом ВОВ был призван в армию и получил ряд наград. В 1953 году был избран директором главной библиотеки СССР, данную должность он занимал вплоть до 1959 года. Благодаря ему были построены новые корпусы библиотеки, её охват ещё больше был расширен. Он издал «Труды ГБЛ» и ряд других изданий. С 1959 года вышел на пенсию из-за тяжёлой болезни.
Скончался 18 сентября 1962 года в Москве от инфаркта миокарда.

## Научные работы
Основные научные работы посвящены созданию ББК.